# 海爾曼冰川
海爾曼冰川（英語：Heilman Glacier），是南極洲的冰川，位於沙克爾頓海岸，處於伊麗莎白女王嶺北部，流經桑韋德山，最終注入尼姆羅德冰川，美國地質調查局根據測量和該國海軍的空中照片繪入地圖，現時由南極條約體系管理。